# Robert Plutchik

Rueda de las Emociones de Plutchik.

Robert Plutchik (22 de octubre de 1927 – 29 de abril de 2006) fue un profesor emérito del Colegio Seminario Pontificio Menor y profesor adjunto de la Universidad de Florida Sur. También fue psicólogo, aportando sus conocimientos a este campo. 
Es más conocido por haber creado la Rueda de las Emociones, en la cual se muestra la interrelación de las emociones humanas.

## Rueda de las Emociones
Plutchik creó la Rueda de las Emociones en 1980, la cual consistía de ocho emociones básicas y ocho emociones avanzadas, cada una compuesta de dos emociones básicas.
| Emoción Leve | Opuesta Leve | Emoción Básica | Opuesta Básica | Emoción Intensa | Opuesta Intensa |
| ------------ | ------------ | -------------- | -------------- | --------------- | --------------- |
| Serenidad    | Melancolía   | Alegría        | Tristeza       | Júbilo          | Pena            |
| Aceptación   | Tedio        | Confianza      | Desagrado      | Admiración      | Odio            |
| Temor        | Molestia     | Miedo          | Ira            | Horror          | Furia           |
| Distracción  | Interés      | Sorpresa       | Anticipación   | Asombro         | Vigilancia      |

Se trata de un recurso gráfico que, tomando la teoría psicoevolutiva de las emociones, desarrolla un diseño en forma de flor con ocho pétalos de diferentes colores. Esta teoría defiende que el mapa emocional tanto de los seres humanos, como de los animales, ha ido evolucionando con el objetivo de adaptarse al medio externo. Por lo tanto, y de acuerdo al autor, las emociones no son de por sí ni buenas, ni malas. Representan un elemento necesario, ya que presentan funciones concretas que promueven la supervivencia y adaptación.

## Funcionamiento de la Rueda de las Emociones
De acuerdo al autor, las emociones pueden ser agrupadas en ocho categorías primarias, todas ellas con funciones específicas para ayudar a la supervivencia. Son: miedo, sorpresa, tristeza, aversión, ira, anticipación, alegría y confianza.
Las demás emociones serían, según él, combinaciones de las ocho mencionadas, y que, interactuando, permitirán ampliar un mapa de experiencias de cada persona.
Un aspecto llamativo es que las presentó por grado de intensidad; así, el temor es menos intenso que el miedo, o la aprobación respecto a la confianza. Tomando esto como base asegura que "cuanto más intensa sea una emoción, el individuo estará más permeable a actuar en consonancia con ella”.
La rueda combina las ocho emociones básicas con ocho avanzadas (amor, sumisión, susto, decepción, remordimiento, desprecio, alevosía y optimismo). Cada emoción "avanzada" está compuesta por dos emociones "básicas" y estas se combinan de forma primaria, es decir, de dos a dos, formando otras dos secundarias.
Las emociones básicas aparecen representadas en el núcleo central del círculo. Estas son: alegría, confianza, miedo, sorpresa, tristeza, aversión, ira y anticipación. El resto son las emociones "avanzadas", "secundarias" o "compuestas". Las emociones se encuentran situadas dependiendo de su grado de similitud y discrepancia; aquellas más similares están cercanas y las más antagónicas están en situación de oposición. De esta manera se crean cuatro ejes de oposición:
- Alegría - tristeza
- Anticipación - sorpresa
- Asco - confianza
- Ira - miedo

La fuerza de los colores en la ruleta representan la intensidad de las mismas. De este modo, cuanto más cercana sea la emoción al núcleo, esto representará también su intensidad y, por lo tanto, las personas tendrán más probabilidades de actuar conforme a ella.
Esta clasificación de las emociones resulta profundamente útil, ya que nos da la posibilidad de clasificarlas de una forma sencilla y fácil para comprender, que nos ayuda a identificarlas de forma más precisa y clara. Estimula la comprensión de las relaciones e interrelaciones entre los diferentes estados emocionales, el entendimiento de que las emociones no se presentan de manera aislada y un estímulo puede desencadenar una variedad de reacciones emocionales de diferentes intensidades, además de promover la empatía. Resulta muy útil en razón a sus aportaciones en la psicología educativa y la educación emocional, como herramienta de aprendizaje y desde la psicología clínica y la terapia como recurso de autoconocimiento, pues puede funcionar como herramienta de adquisición de recursos propios de autorregulación.